# Natalia Snegur-Gherman

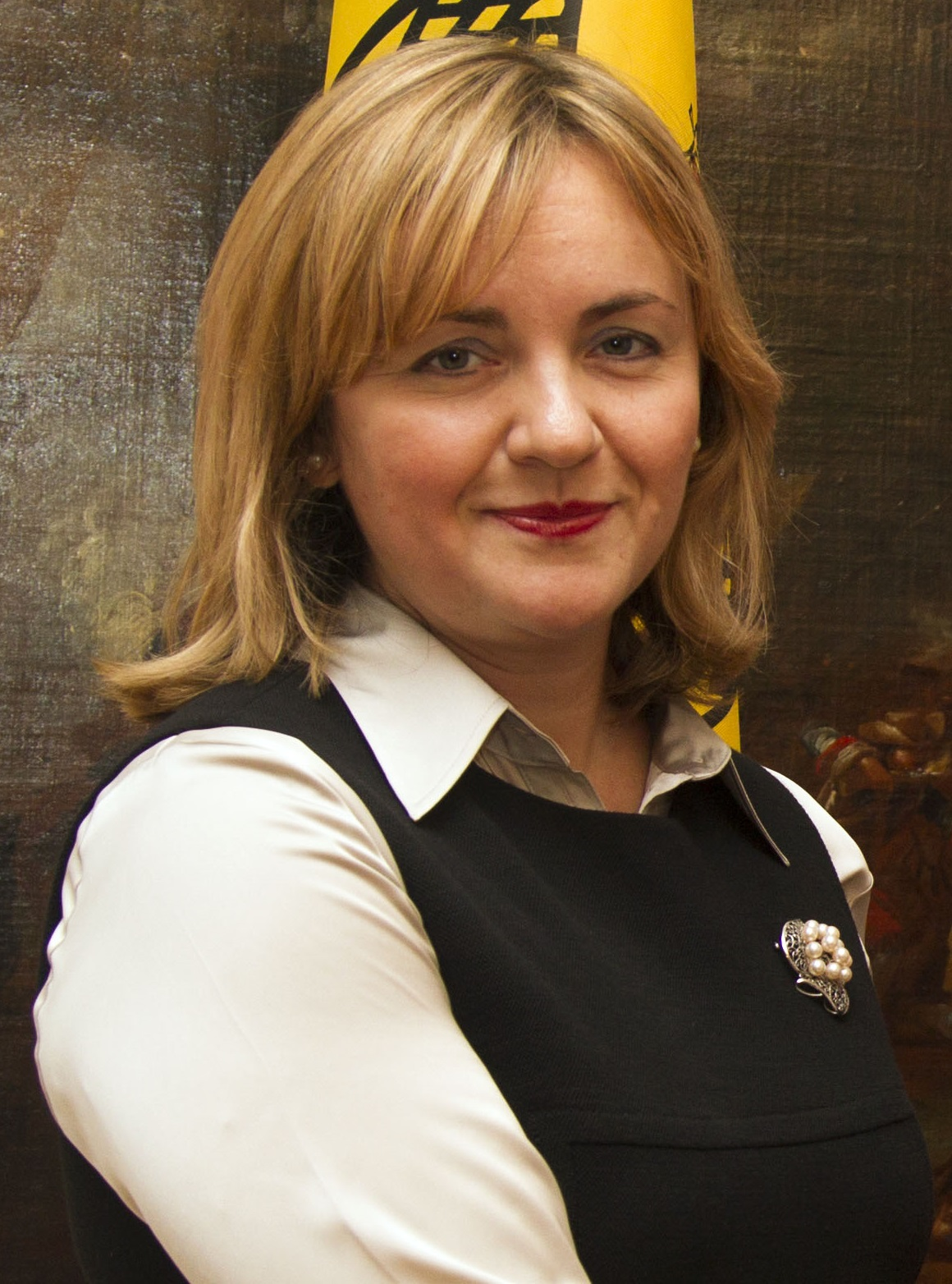
Natalia Snegur-Gherman in Wien (2012)

Natalia Snegur-Gherman (* 20. März 1969 in Chișinău, Sowjetunion) ist eine moldauische Politikerin und Diplomatin. Von Mai 2013 bis Januar 2016 war sie Außenministerin sowie Vize-Premierministerin der Republik Moldau. Von 22. Juni bis 30. Juli 2015 war sie Premierministerin von Moldau. Von 2017 bis 2023 war sie UN-Sonderbeauftragte für Zentralasien (United Nations Regional Centre For Preventive Diplomacy For Central Asia).

## Werdegang

### Kindheit und Ausbildung
Natalia Snegur-Gherman wurde am 20. März 1969 in Chișinău geboren. Sie ist die Tochter des späteren ersten moldauischen Präsidenten Mircea Ion Snegur und Georgeta Snegur. Sie absolvierte einen Bachelor of Arts an der Universitatea de Stat din Moldova und schloss das Studium 1999 mit einem Master of Arts sowie einem postgradualem Studium in Polemologie am King’s College London ab.

## Diplomatische Karriere
Natalia Snegur-Gherman stieg 1991 in den diplomatischen Dienst der Republik Moldau ein. Sie war zuerst zweite und später erste Sekretärin in der „Abteilung für internationale Organisationen“ des Außenministeriums. Von 1994 bis 1997 war sie Beraterin und stellvertretende Ständige Vertreterin bei den Vereinten Nationen in Wien und bei der OSZE. Von 1997 bis 2001 war sie stellvertretende Leiterin der „Abteilung für europäische Sicherheit und politisch-militärische Angelegenheiten“ im moldauischen Außenministerium. Von 2001 bis 2002 war sie Beraterin an der moldauischen Botschaft in Brüssel sowie stellvertretende Leiterin der ständigen Vertretung der Republik Moldaus bei der NATO. Im Jahr 2002 wurde sie zur moldauischen Botschafterin in Österreich und Ständigen Vertreterin bei der OSZE sowie den Organisationen der Vereinten Nationen in Wien ernannt. In dieser Rolle leistete sie einen „wichtigen Beitrag zu den Bemühungen der OSZE, Lösungen für die ungelösten Konflikte im OSZE-Raum zu finden“ und mobilisierte „das Potenzial der OSZE-Gemeinschaft zur Beilegung des transnistrischen Konflikts in der Republik Moldau.“ 2006 verließ sie Wien und ging nach Stockholm und wurde moldauische Botschafterin in Schweden, Norwegen und Finnland. Für ihre „Verdienste bei der Förderung der Beziehungen zwischen Schweden und der Republik Moldau“ wurde Gherman der Nordstern-Orden in der Klasse „Commandeur I. Klasse“ verliehen. Sie verließ den Posten als Botschafterin in den nordischen Ländern im Jahr 2009 nach ihrer Ernennung zur stellvertretenden Außenministerin.
Im September 2017 wurde sie zur Sonderbeauftragten und Leiterin des UN-Regionalzentrums für Präventivdiplomatie in Zentralasien (United Nations Regional Centre For Preventive Diplomacy For Central Asia) mit Sitz in Aschgabat, Turkmenistan, ernannt. 2023 wurde sie durch den Georgier Kaha Imnadze abgelöst.

## Politische Karriere

### Innenpolitik
Am 29. Juni 2009 wurde sie zur stellvertretenden Ministerin für auswärtige Angelegenheiten und europäische Integration des damaligen Außenministers Andrei Stratan ernannt. Im November 2009 wurde sie zur Verhandlungsführerin in den Gesprächen über ein Assoziierungsabkommen zwischen der Republik Moldau und der Europäischen Union ernannt. Außerdem war sie an den Gesprächen mit der Europäischen Union beteiligt, die dazu führten, dass die Einreisebestimmungen in die Europäische Union für Moldauer gelockert wurden. Sie war auch an den Gesprächen beteiligt, die zur Liberalisierung der Visabestimmungen für Moldauer führten, die in die EU reisen.
Der stellvertretende Premierminister Iurie Roșca drückte in einem Gespräch mit dem US-Botschafter aus, dass er sich Natalia Snegur-Gherman als Außenministerin wünsche und der bisherige Außenminister Andrei Stratan, den er als Freund schätze, als Außenminister zurücktreten würde. Das Gespräch wurde aufgezeichnet und später auf WikiLeaks veröffentlicht.
Am 30. Mai 2013 wurde Natalia Snegur-Gherman zur ordentlichen „Ministerin für auswärtige Angelegenheiten und europäische Integration“ und gleichzeitig zur stellvertretenden Premierministerin der Republik Moldau ernannt. Gleichzeitig wurde sie Vorsitzende des „Nationalen Komitees zur Bekämpfung des Menschenhandels“. In dieser Rolle nahm sie am Globalen Forum für Migration und Entwicklung teil. 2014 wählte sie The Guardian als eine von „Sieben Frauen, die in der globalen Politik zu sehen sind und weltweit Veränderungen anführen“. Die Zeitung spekulierte über ein zukünftiges Amt als Premierministerin oder Präsidentin. 2014 wurde ihr die höchste nationale Auszeichnung der Republik Moldau, der Orden der Republik, verliehen.
Bei den Wahlen im November 2014 wurde Gherman zur Abgeordneten des Parlaments gewählt und Mitglied des „Parlamentsausschusses für Außenpolitik und europäische Integration“. Nach dem Rücktritt von Chiril Gaburici als Premierminister der Republik Moldau am 22. Juni 2015 übernahm Gherman vorübergehend das Amt. Sie war bis zum 30. Juli 2015 Premierministerin, ihr Nachfolger wurde Valeriu Streleț. Danach nahm sie ihre bisherigen Funktionen im Streleț-Kabinett wieder auf. Am 20. Januar 2016 wurde sie von Andrei Galbur als Außen- und Integrationsministerin und stellvertretende Premierministerin abgelöst.

### Vereinte Nationen
Am 18. Februar 2016 wurde Gherman von Vlad Lupan, dem Ständigen Vertreter der Republik Moldau bei den Vereinten Nationen, offiziell als moldauische Kandidatin für die Position Generalsekretär der Vereinten Nationen im Auswahlverfahren 2016 nominiert. Am 19. Februar wurde diese Nominierung vom Präsidenten der Generalversammlung der Vereinten Nationen veröffentlicht.
Seit 2017 ist sie UN-Sonderbeauftragte für Zentralasien (United Nations Regional Centre For Preventive Diplomacy For Central Asia).